# Tampa (Kansas)
Tampa is een plaats (city) in de Amerikaanse staat Kansas, en valt bestuurlijk gezien onder Marion County.

## Demografie
Bij de volkstelling in 2000 werd het aantal inwoners vastgesteld op 144.
In 2006 is het aantal inwoners door het United States Census Bureau geschat op 138, een daling van 6 (-4,2%).

## Geografie
Volgens het United States Census Bureau beslaat de plaats een oppervlakte van
0,5 km², geheel bestaande uit land. Tampa ligt op ongeveer 434 m boven zeeniveau.

## Plaatsen in de nabije omgeving
De onderstaande figuur toont nabijgelegen plaatsen in een straal van 20 km rond Tampa.